# Grad Komenda (Polzela)
Grad Komenda je nekdanji grad Heilenstein. Leži na vzpetini na Polzeli jugovzhodno od železniške postaje. Z gradu je lep razgled, še posebej v smeri proti Letušu in Goltem ter na samo naselje Polzela. Ime ima po komendi malteških vitezov.
Preko svojih lastnikov je najstarejša omemba gradu iz oglejske listine leta 1149. V letu 1242 se omenja kot hiša. Med letoma 1323 in 1780 je bil z gradom povezan Malteški viteški red. Do sredine 19. stoletja je grad vse bolj propadal. Leta 1869, ko ga je kupil Franc Maurer, in ga je za njim prevzel njegov zet Oskar Pongratz, so mu obnovili streho in ga temeljito popravili. Med letoma 1817 in 1819 je v to komendo prihajal France Prešeren na obiske k svojemu stricu Antonu Muhavcu, župniku na Polzeli.

## Od Heilensteina do Komende
Nekoč strateško pomembna stavba rodbine polzelskih vitezov Helensteinov se prek svojih lastnikov omenja že leta 1149. V 13. stoletju je za pol tisočletja prešla v roke Malteškega viteškega reda, ki je s svojim poslanstvom bistveno vplival na življenje ljudi v kraju. Takrat se je gradu prijelo ime Komenda, ki pomeni upravno enoto redovne posesti. 
Poleg polzelske sta bili na slovenskih tleh še dve malteški komendi (v Melju pri Mariboru ter v Komendi pri Kamniku). Med vsemi tremi je bila polzelska najmočnejša in je preostali dve sredi 16. stoletja gmotno podpirala.
Romanski stolp se je v srednjeveški grajski kompleks predvidoma razvil v 14. stoletju. V 16. stoletju, ko je bila Komenda na višku svoje moči, je bil grad obdan z obzidjem, znotraj katerega so bili trije nadstropni trakti z notranjim dvoriščem, več stolpičev, kapelica svetega Ulriha ter gospodarski objekt.

## Od 18. stoletja do zadnje obnove
Gospodarska moč komende je v 18. stoletju začela pešati, z odhodom malteških vitezov pa je grad začel propadati. Novi lastnik je leta 1784 podrl južni del gradu s stolpi, kapelo svetega Ulriha, hleve, grajsko kaščo in obzidje. Zadnjo temeljito prenovo je grad doživel leta 1869 in je v taki obliki dočakal današnji čas.
Prvotna obrambna funkcija, ki jo je grad imel že v svoji stolpasti zasnovi, se je ohranila tudi v celotnem srednjem veku, kar izpričujejo številne strelne line na celotnem grajskem obodu.
Poleg bivanjske, je imel grad v tem dolgem obdobju še funkcijo upravnega središča in skladišča za velik del območja, ki ga je pokrival malteški viteški red. Od konca 18. stoletja je služil izključno bivanjskim namenom plemstva, po drugi svetovni vojni pa so ga preuredili v večstanovanjski objekt.

## V današnjem času
Grad je skozi stoletja sicer doživljal različno usodo, vendar s svojo dominantno lego ter stavbno-zgodovinskimi značilnostmi predstavlja pomemben kulturni in zgodovinski spomenik.
Od leta 2011 je grad Komenda popolnoma prenovljen. Občina je s tem pridobila veliko novih prostorov, primernih za razvoj turizma, za kulturno dejavnost in družabno življenje.
Grad danes obiskujejo skupine in posamezniki, po gradu je mogoče vodenje. Ponudba na gradu zajema tudi najem prostorov ter grajskega dvorišča za seminarje, izobraževanja ali najrazličnejše druge dogodke. Celotno območje gradu Komenda je uradni prostor za sklepanje porok, na izbiro je več vrst porok na gradu. V prostorih TIC Polzela je trgovinica z lokalnimi spominki in knjigami. 
Poleg TIC Polzela ter bistroja, kavarne in slaščičarne Pasijonka ima v gradu prostore tudi medobčinska splošna knjižnica in oddelek glasbene šole.
- Georg Matthäus Vischer, Topographia Ducatus Stiriae, 1681
- Grad Komenda, 1930